# Wilhelm Czorny
Wilhelm Czorny (Zwirschen, 4 de dezembro de 1924 — Friedberg, 22 de abril de 1987) foi um oficial alemão que serviu durante a Segunda Guerra Mundial. Foi condecorado com a Cruz de Cavaleiro da Cruz de Ferro.

## Condecorações
- Cruz de Ferro (1939)
  - 2ª classe (15 de julho de 1944)
  - 1ª classe (10 de setembro de 1944)
- Distintivo de Ferido em Preto (8 de abril de 1944)
- Cruz de Cavaleiro da Cruz de Ferro (4 de outubro de 1944) como Gefreiter no 2./Panzergrenadier-Regiment "Großdeutschland"